# ハダーズフィールド・ジャイアンツ
ハダーズフィールド・ジャイアンツ（Huddersfield Giants）は、ラグビーリーグ発祥の地ウェスト・ヨークシャー、ハダーズフィールドを本拠地とするイングランドのプロラグビーリーグクラブである。スーパーリーグに参加している。ホームスタジアムはガルファーム・スタジアムで、ハダースフィールド・タウンFCと共用している。ハダーズフィールドは1895年の北部ラグビーフットボール連合の結成時の22の創立ラグビークラブの1つでもある。したがって、本クラブは世界初のラグビーリーグチームの1つである。これまでにチャンピオンシップで7回、チャレンジカップで6回優勝しているが、1962年以来主要なタイトルから遠ざかっている。しかし2013年にはレギュラーシーズンを81年振りに首位で終え、リーグ・リーダーズ・シールドを手にした。
特に古参サポーターの中では「Fartown」と呼ばれることがある。これは、1878年から1992年までホームにしていたファータウンにあるグラウンドに因む。クラブは1984年から1988年までハダーズフィールド・バラクーダズ（Huddersfield Barracudas）、2000年シーズンは（初代のシェフィールド・イーグルズと合併した後）ハダーズフィールド＝シェフィールド・ジャイアンツ（Huddersfield-Sheffield Giants）と呼ばれた。
チームのユニフォームは特徴的なクラレット色（濃い赤紫色）のシャツに薄い金色の横縞、クラレット色の短パンに金色の横縞のソックスである。
ウォリントン、リーズ、ブラッドフォード、ハリファックス、ウェイクフィールド・トリニティーとライバル関係にある。

## タイトル・表彰

### リーグ
- ディビジョン1/スーパーリーグ
  - 優勝 (7): 1911-12, 1912-13, 1914-15, 1928-29, 1929-30, 1948-49, 1961-62
  - リーグ・リーダーズ:
  - 優勝 (1): 2013
  - ボトム14チャンピオンシップ
  - 優勝 (1): 1964-65
- ディビジョン2/チャンピオンシップ:
  - 優勝 (2): 1974-75, 2002
- ディビジョン3/リーグ1:
  - 優勝 (2): 1974-75, 2002
- RFLヨークシャーリーグ:
  - 優勝 (11): 1911–12, 1912–13, 1913–14, 1914–15, 1919–20, 1921–22, 1928–29, 1929–30, 1948–49, 1949–50, 1951–52

### カップ
- チャレンジカップ:
  - 優勝 (6): 1912-13, 1914-15, 1919-20, 1932-33, 1944-45, 1952-53
- チャンピオンシップ・カップ:
  - 優勝 (1): 2002
- RFLヨークシャーカップ:
  - 優勝 (12): 1909–10, 1911–12, 1913–14, 1914–15, 1918–19, 1919–20, 1926–27, 1931–32, 1938–39, 1950–51. 1952–53, 1957–58
- RFUヨークシャーカップ:
  - 優勝 (1): 1890